# Bhabha (Mondkrater)
Bhabha ist ein Einschlagkrater auf der Mondrückseite.
Der Krater liegt im Süden der erdabgewandten Seite, nördlich von Berlage und  Bellingshausen. In unmittelbarer Nähe schließt sich im Nordwesten der etwas größere Krater Bose an.

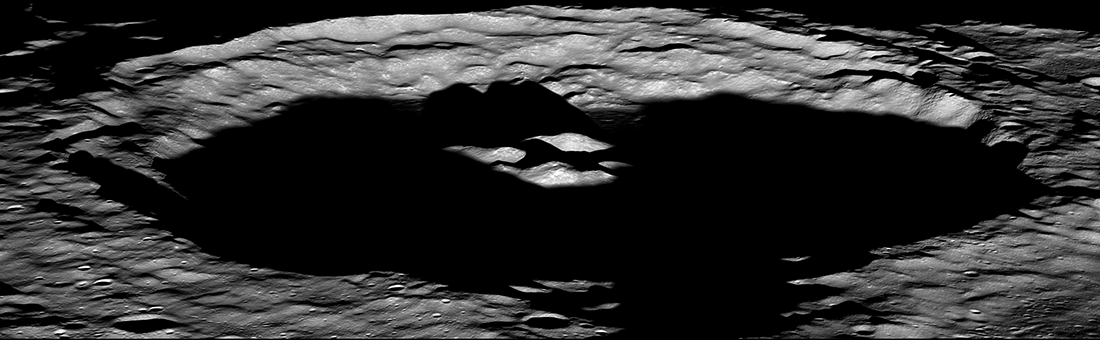
Bhabha bei Sonnenaufgang, Blickrichtung Westen

Der Zentralberg im Kraterinneren bildet einen nach Norden hin geöffneten Halbkreis mit einem Durchmesser von zirka 14 km. Das nebenstehendes Bild des Lunar Reconnaissance Orbiter vom 28. August 2019 zeigt den Bhabha-Krater bei Sonnenaufgang nach einer zweiwöchigen Mondnacht, deutlich ragt der Zentralberg aus dem Schatten hervor.
Die Entstehungszeit des Kraters fällt in die nektarische Periode.
Der Krater wurde 1970 von der IAU offiziell nach dem indischen Physiker Homi Jehangir Bhabha benannt.